# Europarlamentari della Slovacchia della VII legislatura
Gli europarlamentari della Slovacchia della VII legislatura, eletti in occasione delle elezioni europee del 2009, sono stati i seguenti.

## Composizione storica
| Europarlamentare    | Lista                                                         | Gruppo |
| ------------------- | ------------------------------------------------------------- | ------ |
| Edit Bauer          | Partito della Coalizione Ungherese                            | PPE    |
| Monika Beňová       | Direzione - Socialdemocrazia                                  | S&D    |
| Sergej Kozlík       | Partito Popolare - Movimento per una Slovacchia Democratica   | ALDE   |
| Eduard Kukan        | Unione Democratica e Cristiana Slovacca - Partito Democratico | PPE    |
| Vladimír Maňka      | Direzione - Socialdemocrazia                                  | S&D    |
| Alajos Mészáros     | Partito della Coalizione Ungherese                            | PPE    |
| Miroslav Mikolášik  | Movimento Cristiano-Democratico                               | PPE    |
| Katarína Neveďalová | Direzione - Socialdemocrazia                                  | S&D    |
| Jaroslav Paška      | Partito Nazionale Slovacco                                    | EFD    |
| Monika Smolková     | Direzione - Socialdemocrazia                                  | S&D    |
| Peter Šťastný       | Unione Democratica e Cristiana Slovacca - Partito Democratico | PPE    |
| Anna Záborská       | Movimento Cristiano-Democratico                               | PPE    |
| Boris Zala          | Direzione - Socialdemocrazia                                  | S&D    |